# Ideoblothrus similis
Espèce
Synonymes
- Ideobisium simile Balzan, 1892

Ideoblothrus similis est une espèce de pseudoscorpions de la famille des Syarinidae.

## Distribution
Cette espèce se rencontre au Venezuela, en Équateur, au Mexique et aux îles Caïmans.

## Description
Le mâle décrit par Muchmore en 1982 mesure 1,62 mm.

## Systématique et taxinomie
Cette espèce a été décrite sous le protonyme Ideobisium simile par Balzan en 1892. Elle est placée dans le genre Ideoblothrus par Muchmore en 1982.

## Publication originale
- Balzan, 1892 : Voyage de M. E. Simon au Venezuela (Décembre 1887 - Avril 1888). 16e mémoire (1) Arachnides. Chernetes (Pseudoscorpiones). Annales de la Société Entomologique de France, vol. 60, p. 497-552 (texte intégral).